# Operação El Dorado Canyon

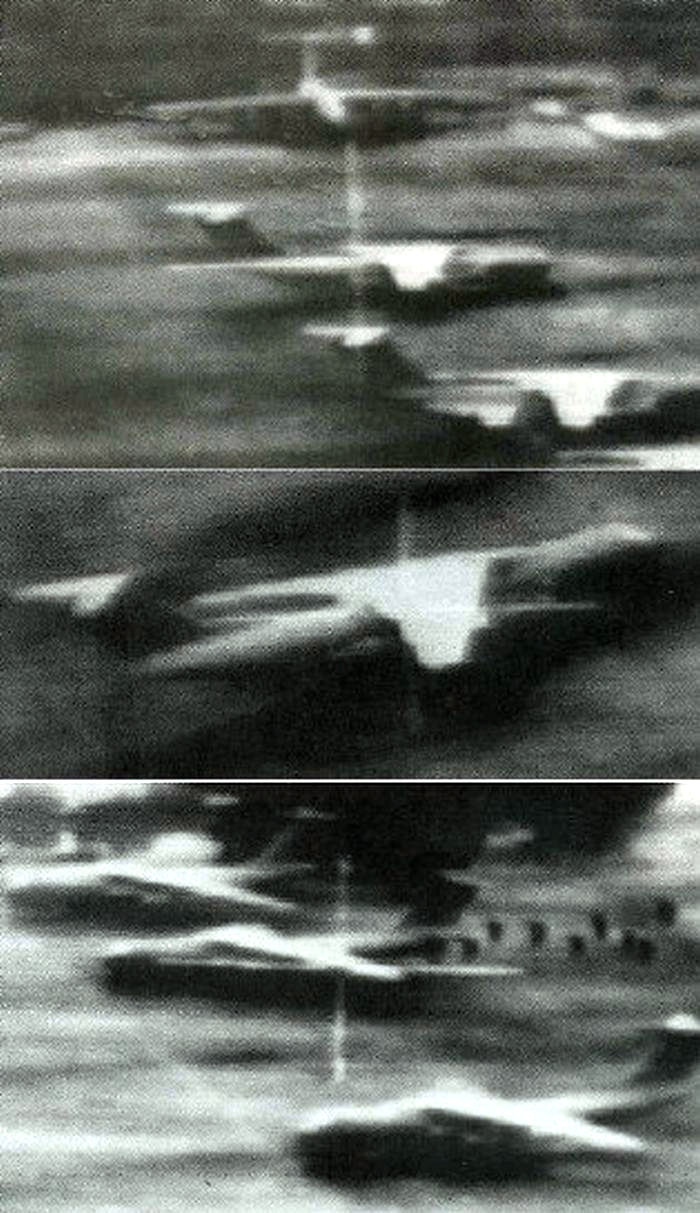
Um grupo de aeronaves Il-76s da força aérea líbia sendo mirados por aviões americanos.

Os bombardeios dos Estados Unidos a Líbia (codinome de Operação El Dorado Canyon) compõem uma série de ataques aéreos da Força Aérea, da Marinha e do Corpo de Fuzileiros Navais dos Estados Unidos contra a Líbia em 15 de abril de 1986. O ataque foi realizado em resposta ao atentado à discoteca de Berlim em 1986.
Os serviços de inteligência dos Estados Unidos atribuíram à responsabilidade do atentado terrorista em Berlim e em outros pontos na Europa (como em Roma e Viena, em dezembro de 1985) ao regime liderado pelo ditador Muammar Gaddafi. O presidente dos Estados Unidos, Ronald Reagan, pediu a seus aliados na Europa que impusessem sanções políticas e econômicas à Líbia, ao mesmo tempo que ganhava corpo o planejamento da operação "El Dorado Canyon", um ataque a Tripoli e Bengazi. Porém o único apoio que obteve foi da primeira-ministra britânica Margaret Thatcher, que autorizou o uso das bases em seu país para o lançamento da operação. França, Itália e Espanha se recusaram aos direitos de sobrevoo e, assim, ao uso de bases aéreas militares americanas na Europa continental, obrigando as aeronaves a alcançarem o seu destino pelo espaço aéreo internacional do Reino Unido para chegar ao Estreito de Gibraltar.
Assim, na noite de 14 para 15 de Abril de 1986, as forças armadas dos Estados Unidos fizeram um ataque aéreo sobre as cidades costeiras líbias de Tripoli e Benghazi. Áreas civis foram atingidas, segundo os americanos por engano, mas em termos gerais a missão foi vista como bem sucedida, com a destruição de postos de comando e controle, centros de treinamento navais e bases da força aérea líbia, com várias de suas aeronaves também sendo destruídas (em contraste, apenas um avião americano foi abatido por fogo antiaéreo). Muitas ameaças de retaliação vieram do governo líbio, mas o próprio Gaddafi não aparecia em público, fazendo crescer os rumores de que o ditador havia sido morto no ataque a seu quartel-general em Azízia, onde na realidade perdera a vida sua filha adotiva. Fontes em Washington jamais confirmaram que o objetivo da missão era eliminar o líder líbio, que governou a Líbia até sua morte, 25 anos depois, durante a Guerra Civil Líbia.[carece de fontes?]
O atentado de Lockerbie a um avião norte-americano sobre a Escócia em 1988, teria sido uma reação da Líbia ao ataque aéreo americano.[carece de fontes?]